# Брэйнерд, Дэвид
Дэвид Брэйнерд (англ. David Brainerd; 20 апреля 1718 — 9 октября 1747) — британский североамериканский миссионер, проповедовавший христианство среди североамериканских индейцев.
Родился в Хэддеме, колония Коннектикут (англ. Haddam, Connecticut). В 14-летнем возрасте осиротел и на протяжении почти трёх лет (1739—1742) обучался в Йельском университете. Готовился к священству, получив разрешение проповедовать в 1742 году, и в начале 1743 года решил посвятить себя миссионерской работе среди индейцев. Поддержанный шотландским «Обществом по распространению знаний о христианстве» (англ. Society for Promoting Christian Knowledge), работал сначала в Каунамике, индейском поселении приблизительно 20 милях от Стокбриджа, Массачусетс, и впоследствии, до конца жизни, — среди индейцев-делаваров в Пенсильвании (под Истоном) и Нью-Джерси (под Крэнбюри). От природы отличался слабым здоровьем и не выдержал начатой им активной миссионерской деятельности, через несколько лет скончавшись в доме своего друга, Джонатана Эдвардса, в Нортгемптоне, Массачусетс.
Его записи были изданы в двух частях в 1746 году шотландским Обществом по распространению знаний о христианстве; в 1749 году в Бостоне Джонатан Эдвардс издал его биографию на основе его же дневника и писем, ставшую классикой миссионерской литературы. Отредактированные издания вышли в 1822 и 1884 годах.